# كلاوديو ديسالزي
كلاوديو ديكالزي (بالإيطالية: Claudio Descalzi)‏ (من مواليد 1955 في ميلانو، إيطاليا) هو رجل أعمال إيطالي، الرئيس التنفيذي لشركة إيني منذ 9 مايو 2014.

## التعليم
تخرج كلاوديو ديكالزي في الفيزياء في جامعة ميلانو في عام 1979 

## مسار مهني مسار وظيفي
بدأ كلاوديو ديكالزي العمل في شركة إني في عام 1981،  عندما انضم إلى الشركة متعددة الجنسيات العاملة في إنتاج وتوزيع الطاقة كمهندس مكامن (خزانات).
في عام 1990، تم تعيين كلاوديو ديكالزي رئيسًا للخزان وأنشطة التشغيل لشركة إيني، وهو المنصب الذي دفعه لتطوير نموذج جديد وزيادة الإنتاج إلى 250,000 برميل يوميًا. من عام 1994 إلى عام 1998، كان يشغل منصب المدير التنفيذي لشركة إني الفرعية في الكونغو، بدءاً من عام 1997 الإنتاج في كيتينا في الخارج. في عام 1998، أصبح نائبًا للرئيس والمدير العام لشركة اجيب اويل نيجيريا: خلال هذه الفترة، بدأ تصدير الغاز المنتج في مصنع تسييل الغاز الطبيعي المسال وتطوير مشاريع محلية بعيدة عن المياه البحرية.
تم تعيين كلاوديو ديسكالي نائبًا تنفيذيًا للرئيس إيني إفريقيا وإيني الشرق الأوسط وإيني الصين في عام 2000 وقام بتحديد وإطلاق والإشراف على بدء تشغيل إيني الليبية الغربية  يهدف إلى زيادة إنتاج البراميل يوميًا في ليبيا. من 85000 إلى 280,000. من عام 2002 إلى عام 2005، شغل منصب نائب الرئيس التنفيذي لإيني إيطاليا وإيني إفريقيا وإيني الشرق الأوسط، وغطي في الوقت نفسه دوره كعضو مجلس إدارة العديد من فروع شركة إيني. في عام 2005 تم تعيينه نائباً لرئيس قسم العمليات في قسم الاستكشاف والإنتاج في إيني،  وهو منصب شغله حتى عام 2008.
أصبح كلاوديو ديكالزي في عام 2008 الرئيس التنفيذي للعمليات في قسم الاستكشاف والإنتاج في إيني، حيث قدم مساهمته في تحديد الخطة الاستراتيجية للأنشطة الأولية في إيطاليا والخارج وبدء مشاريع مهمة مثل جوليات في النرويج (2009)،  ويست هب في أنغولا (2011)  وحملة الاستكشاف في موزمبيق (2013). في عام 2014 تم تعيينه الرئيس التنفيذي لشركة إيني. 
كان عضوًا في المجلس العام والمجلس الاستشاري لكونفيندوستريا  ومدير مؤسسة مسرح سكالا،  كلاوديو ديسكالي عضو أيضًا في المجلس الوطني للبترول لعام 2016/2017. كان سابقًا رئيسًا لشركة إيني المملكة المتحدة (2010 - 2014) ورئيس أسومينيراريا (2006 - 2014).

## مشاكل قانونية

### محاكمة
بدأت المحاكمة ضد رشوة كلاوديو ديكالزي في نيجيريا في 5 مارس 2018.

## مرتبة الشرف
- 2012 - ميدالية تشارلز ف. راند التذكارية الذهبية - جمعية مهندسي البترول (SPE) والمعهد الأمريكي لمهندسي التعدين (AIME). كان كلاوديو ديكالزي أول رجل أوروبي يحصل على هذه الجائزة الدولية المرموقة.[16]
- 2014 - تم ترشيحه «رجل العام» من قبل (التتابع اليومي) - مجلة إيطالية عن البترول.[17]
- 2016 - تم تكريمه مع درجة الشرف في الهندسة البيئية والإقليمية في «جامعة روما تور فيرغاتا» في روما.[18]

## روابط خارجية
- كلاوديو ديكالزي السيرة الذاتية على موقع إيني